# چارلی اسکین ویرجینیا (آلاسکا)
چارلی اسکین ویرجینیا (به انگلیسی: Charlieskin Village) یک منطقهٔ مسکونی در ایالات متحده آمریکا است که در Southeast Fairbanks Census Area واقع شده‌است. چارلی اسکین ویرجینیا ۵۱۶٫۹۵ متر بالاتر از سطح دریا واقع شده‌است.